# Rudi Erebara
Rudi Erebara (ur. 1971 w Tiranie) – albański poeta, prozaik, eseista oraz tłumacz, jeden z laureatów Nagrody Literackiej Unii Europejskiej z 2017 roku.
Tłumaczył utwory autorstwa m.in. Kazuo Ishiguro, J.K. Rowling, Osamu Dazaia, Roberta Hassa oraz A.R. Ammonsa.

## Życiorys
Ukończył szkołę artystyczną Jordan Misja, a w 1995 roku ukończył studia na Akademii Sztuk Pięknych w Tiranie. Pracował następnie jako analityk polityczny, dziennikarz i redaktor naczelny. Przebywał na emigracji, jednak wrócił do Tirany.
W latach 90. otwierał swoje wystawy artystyczne na terenie Albanii oraz Stanów Zjednoczonych.

## Twórczość[1][6]
- Idea (2015)[7]

### Poezje
- Fillon Pamja (1994)
- Lëng argjendi (2013)

### Powieści
- Vezët e thëllëzave (2010)
- Epika e yjeve të mëngjesit (2016)[8][9]